# Turning Torso

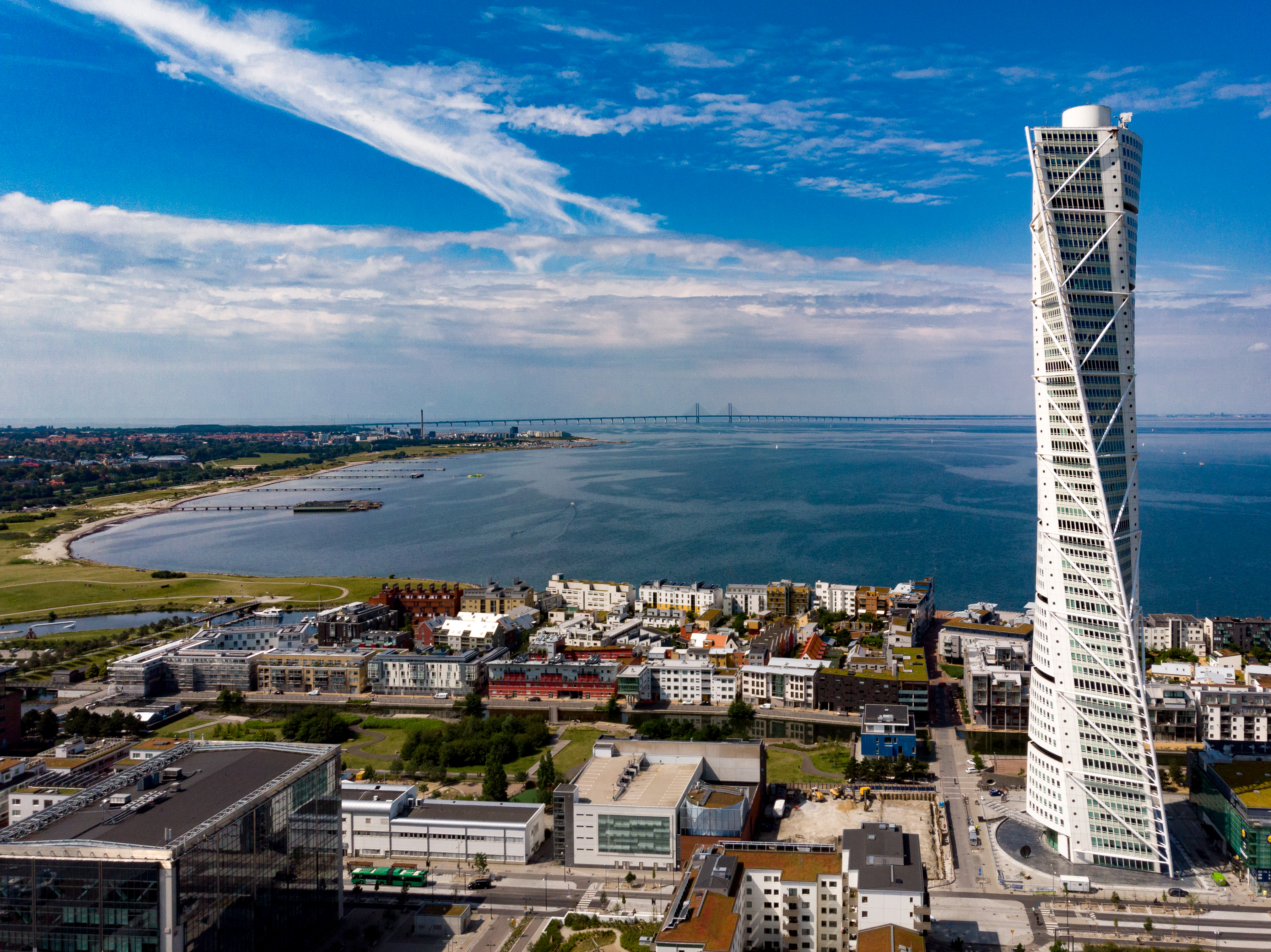
vista al suroeste y el Puente de Øresund

Turning Torso es un rascacielos neofuturista residencial de Suecia y es el segundo edificio más alto del país y de Escandinavia, superado en 2022 por la Karlatornet. Se encuentra en la ciudad de Malmö en la orilla del estrecho de Öresund que pertenece a Suecia. Fue construida por su actual propietario HSB Suecia. Es considerado como el primer rascacielos retorcido del mundo.
El proyecto fue diseñado por Santiago Calatrava, arquitecto, ingeniero estructural, escultor y pintor español, y su inauguración oficial tuvo lugar el 27 de agosto de 2005. La torre alcanza una altura de 190 metros con 54 plantas y alberga 147 apartamentos residenciales. En agosto de 2015, recibió el premio 10 Year Award del Council on Tall Buildings and Urban Habitat. En 2005 obtuvo el primer puesto del Emporis Skyscraper Award.

## Diseño
El Turning Torso está basado en una escultura de Calatrava, llamada Twisting Torso, que toma la forma de un ser humano girándose sobre sí mismo realizada en una pieza de mármol blanco. El origen del edificio se remonta a 1999. El entonces director gerente de la cooperativa sueca de viviendas HSB (la mayor de Suecia, fundada en 1923, promotora y actual propietaria del edificio), Johnny Örbäck, quedó impresionado al ver en un catálogo esta escultura. Inmediatamente se puso en contacto con Calatrava y le pidió que aplicara el concepto a un edificio residencial que su empresa quería construir en Malmö.

## Construcción
Los trabajos de construcción comenzaron en 2001. Una de las razones para construir el Turning Torso fue restablecer un panorama urbano reconocible para Malmö, el cual había quedado huérfano desde la desaparición de Kockumskranen (La «Grúa Kockums») en 2002, situada a menos de un kilómetro del actual emplazamiento del edificio. Los políticos locales consideraron que era importante para la ciudad tener un símbolo para Malmö (Kockumskranen, una enorme grúa utilizada para la construcción de barcos en los astilleros de la empresa Kockum, simbolizaba, de alguna forma las raíces de Malmö como ciudad industrial; Turning Torso podría ser considerado como un monumento de un Malmö más nuevo e internacional).
El edificio, construido en acero, vidrio y hormigón armado, se estructura en nueve cubos rotatorios cuyo principal elemento estructural es un núcleo de hormigón armado, de 10,6 metros de diámetro (a modo de columna vertebral). Su centro se corresponde exactamente con el eje de rotación de las plantas. El exterior del edificio está revestido por paneles de cristal y aluminio. Cada uno de los cubos tiene seis plantas.

Ilustración de la estructura general del Turning Torso. (1) muestra una planta tipo, marcado en gris el núcleo y en azul el forjado de acero. (2) muestra la manera en que los nueve segmentos se engarzan en el núcleo, y (3) es una proyección diametral de la torre.

En el edificio coexisten viviendas de lujo y oficinas. Las oficinas se sitúan en los dos primeros cubos de la construcción, con una superficie total de 4000 metros cuadrados. Los cubos tres a nueve albergan 147 viviendas cuya superficie varía entre los 45 y los 190 metros cuadrados. Las dos últimas plantas (desde las que se puede ver Copenhague) están dedicadas a reuniones de negocios, encuentros políticos y visitas oficiales.
El edificio tenía un presupuesto asignado de unos 800 millones de coronas suecas (unos 100 millones de dólares) pero los costes finales se dispararon.